# Лебединська вулиця (Київ)
Лебеди́нська ву́лиця — вулиця в Оболонському районі міста Києва, промислова зона Оболонь. Пролягає від Полярної вулиці до Богатирської вулиці.
Прилучається Вулиця Гетьмана Данила Апостола.

## Історія
Запроєктована у 60-х роках XX століття як вулиця без назви «В», з 1970 року — вулиця Леоніда П'ятакова, на честь українського революціонера-більшовика Леоніда П'ятакова. Сучасна назва — з 1971 року.

## Підприємства
- Управління баштових кранів ВАТ «Будмеханізація» (буд. 2).
- ВАТ «Експериментально-механічний завод „Металіст“» (буд. № 4)